# Dacia Maraini
Pour les articles homonymes, voir Maraini.
Dacia Maraini, née le 13 novembre 1936 à Fiesole, près de Florence, est une romancière, dramaturge, scénariste et poétesse italienne de la seconde moitié du XXe siècle associée à la « Génération des années trente ». Elle a obtenu le prix Formentor en 1962 pour L’Âge du malaise (L'eta del malessere), le prix Strega en 1999 pour Buio, ainsi que le prix Napoli pour Voix (Voci). Elle est nommée ambassadrice de la Società Italiana dei Viaggiatori, lors de l'édition de 2012 du Festival del Viaggio.

## Biographie
Dacia Maraini est la fille de l’ethnologue Fosco Maraini et de la peintre Topazia Alliata, descendante d'une vieille famille de la noblesse sicilienne. Elle épousa Lucio Pozzi, peintre italien, et partagea notamment la vie d'Alberto Moravia.
En 1938, sa famille s'installe au Japon, où son père poursuit des recherches sur les Aïnous. En 1943, ses parents refusent de signer une déclaration d'allégeance à la république de Salò, et toute la famille est internée dans un camp de concentration, où elle souffrira de la faim, comme elle le raconte dans son livre Vita mia.
À son retour en Italie, la famille va vivre à Bagheria en Sicile, dans la villa Valguarnera, avec ses grands-parents maternels. Au bout de quelques années, ses parents se séparent et son père va s'installer à Rome. À 18 ans, Dacia Maraini décide d'aller vivre avec son père.
À 20 ans, elle participe à la création de la revue littéraire Tempo di letteratura. Elle commence à publier des textes dans des revues telles que Paragone, Nuovi Argomenti, Il Mondo. Son premier roman, La vacanza, est publié en 1962.
Elle publie des romans, des poésies, des pièces de théâtre. Ses œuvres sont traduites dans de nombreuses langues. Elle fonde avec d'autres écrivains un théâtre, le Teatro del Porcospino, où sont représentées des pièces contemporaines italiennes. Au début des années 1970, elle est très active dans les mouvements féministes. En 1973, elle participe à la fondation du Teatro della Maddalena, dirigé par des femmes. Elle est également une amie proche de Pier Paolo Pasolini.

## Œuvre

### Romans
- 1962 : La vacanza Publié en français sous le titre Les Vacances, traduit par Mario Fusco, Paris, Grasset, 1963, 237 p. (BNF 33089203)
- 1963 : L'eta del malessere - Prix Formentor Publié en français sous le titre L’Âge du malaise, traduit par Maurice Javion, Paris, Gallimard, 1963, 224 p. (BNF 33089202)
- 1967 : A memoria
- 1972 : Memoria di una ladra Publié en français sous le titre Teresa la voleuse, traduit par Paul Alexandre, Paris, Stock, 1974, 379 p.  (ISBN 2-234-00053-X)
- 1975 : Donna in guerra Publié en français sous le titre Femme en guerre, traduit par Michèle Causse, Paris, éditions des Femmes, 1977, 411 p.  (ISBN 2-7210-0088-8)
- 1980 : Isolina. La donna tagliata a pezzi
- 1981 : Lettere a Marina
- 1984 : Il treno per Helsinki
- 1990 : La lunga vita di Marianna Ucrìa - prix Campiello 1990 Publié en français sous le titre La Vie silencieuse de Marianna Ucria, traduit par Donatella Saulnier, Paris, Robert Laffont, coll. « Pavillons », 1992, 285 p.  (ISBN 2-221-07009-7) ; réédition, Paris, Pocket no 2915, 1995  (ISBN 2-266-07190-4) ; réédition, Paris, Robert Laffont, coll. « Pavillons poche », 2006, 412 p.  (ISBN 2-221-10644-X)
- 1993 : Bagheria Publié en français sous le titre Retour à Bagheria, traduit par Nathalie Castagné, Paris, Éditions du Seuil, 2004, 172 p.  (ISBN 2-02-063997-1)
- 1994 : VociPublié en français sous le titre Voix, traduit par Alain Sarrabayrouse, Paris, Éditions Fayard, 1996, 343 p.  (ISBN 2-213-59706-5)
- 1997 : Dolce per sé
- 2001 : La nave per Kobe. Diari giapponesi di mia madre Publié en français sous le titre Le Bateau pour Kobe: journaux japonais de ma mère, traduit par Nathalie Castagné, Paris, Éditions du Seuil, 2003, 187 p.  (ISBN 2-02-055791-6)
- 2004 : Colomba
- 2007 : Il gioco dell'universo. Dialoghi immaginari tra un padre e una figlia, en collaboration avec Fosco Maraini
- 2008 : Il treno dell'ultima notte
- 2011 : La grande festa
- 2011 : Menzogna felice
- 2012 : L'amore rubato
- 2013 : Chiara d'Assisi. Elogio della disobbedienza
- 2015 : La bambina e il sognatore
- 2017 : Tre donne. Una storia d'amore e disamore
- 2018 : Corpo felice. Storia di donne, rivoluzioni e un figlio che se ne va

### Recueils de poésie
- Crudeltà all’aria aperta (1996)
- Donne mie

### Théâtre
- 1968 : Ricatto a teatro e altre commedie
- 1978 : Dialogo di una prostituta con un suo cliente Publié en français sous le titre Dialogue d'une prostituée avec son client, traduit par Nicole Colchat, Paris, Théâtrales l'association, 1985 (BNF 39513122)
- 2007 : Passi affrettati Publié en français sous le titre A pas furtifs, traduit par Pascale Chapaux-Morelli, Paris, Indigo, 2010  (ISBN 978-2-35260-069-5)
- 2015 : Je m'appelle Antonio Calderone / Mi chiamo Antonio Calderone, Texte bilingue, trad. française de Maryline Maigron, Univ. Savoie Mont Blanc, Chambéry.

### Nouvelles
- Buio (Prix Strega 1999)Publié en français sous le titre Murs de Nuit, traduction de Françoise Péeters, Paris, 2018, Ed. Michel de Maule.

### Mémoires
- Vita mia, . Giappone, 1943. Memorie di una bambina italiana in un campo di prigionia, Rizzoli, 2023. En français Vita mia, une enfance italienne dans une prison japonaise (1943-1945). Traduit de l’italien par Marc Lesage. Payot, 2025.

## Filmographie
- 1968 : La Contestation (L'età del malessere) de Giuliano Biagetti
- 1969 : La donna invisibile de Paolo Spinola
- 1969 : Cœur de mère (Cuore di mamma), film italien réalisé par Salvatore Samperi, scénario original de Dacia Maraini et Sergio Bazzini
- 1969 : Certes, certainement (Certo, certissimo, anzi... probabile), film italien réalisé par Marcello Fondato, scénario de Marcello Fondato, d'après Diario di una telefonista de Dacia Maraini
- 1970 : Uccidete il vitello grasso e arrostitelo de Salvatore Samperi
- 1970 : L'amore coniugale de Dacia Maraini avec Tomás Milián et Macha Méril, adapté du roman d'Alberto Moravia
- 1973 : Teresa la voleuse (Teresa la ladra), film italien réalisé par Carlo Di Palma, scénario de Agenore Incrocci, Furio Scarpelli et Dacia Maraini, d'après le roman éponyme de cette dernière, avec Monica Vitti
- 1974 : Les Mille et Une Nuits  (Il fiore delle mille e una notte, film italien réalisé par  Pier Paolo Pasolini, scénario de Pasolini en collaboration avec Dacia Maraini
- 1974 : Sweet Movie, film franco-québéco-ouest-allemand réalisé par Dušan Makavejev, montage pour l'adaptation italienne effectué par Pasolini en collaboration avec Dacia Maraini[6]
- 1983 : L'Histoire de Piera (Storia di Piera), film italien réalisé par Marco Ferreri, scénario de Marco Ferreri et Dacia Maraini, d'après le récit autobiographique de Piera Degli Esposti
- 1984 : Le futur est femme (Il futuro è donna), film franco-germano-italien réalisé par Marco Ferreri, scénario de Marco Ferreri, Dacia Maraini et Piera Degli Esposti
- 1997 : La Vie silencieuse de Marianna Ucria (Marianna Ucrìa), film franco-italien réalisé par Roberto Faenza, scénario de Roberto Faenza, Sandro Petraglia et Francesco Marcucci, d'après le roman éponyme de Dacia Maraini